# 小行星3406
小行星3406（3406 Omsk）是一颗围绕太阳公转的小行星。1969年2月21日，貝拉·A·伯納謝娃在克里米亚发现了此天体。
这颗小行星的绝对星等为310.6132654463062等。